# Сітон (Іллінойс)
Сітон (англ. Seaton) — селище (англ. village) в США, в окрузі Мерсер штату Іллінойс. Населення — 214 особи (2020).

## Географія
Сітон розташований за координатами 41°6′8″ пн. ш. 90°47′57″ зх. д. / 41.10222° пн. ш. 90.79917° зх. д. (41.102323, -90.799113).  За даними Бюро перепису населення США в 2010 році селище мало площу 4,09 км², уся площа — суходіл.

## Демографія
Згідно з переписом 2010 року, у селищі мешкали 222 особи в 89 домогосподарствах у складі 69 родин. Густота населення становила 54 особи/км².  Було 94 помешкання (23/км²).
Расовий склад населення:
| - 98,2 % — білих - 0,5 % — чорних або афроамериканців |

До двох чи більше рас належало 1,4 %. Частка іспаномовних становила 1,8 % від усіх жителів.
За віковим діапазоном населення розподілялося таким чином: 25,2 % — особи молодші 18 років, 60,4 % — особи у віці 18—64 років, 14,4 % — особи у віці 65 років та старші. Медіана віку мешканця становила 39,8 року. На 100 осіб жіночої статі у селищі припадало 91,4 чоловіків;  на 100 жінок у віці від 18 років та старших — 88,6 чоловіків також старших 18 років.
Середній дохід на одне домашнє господарство  становив 52 260 доларів США (медіана — 41 250), а середній дохід на одну сім'ю — 56 590 доларів (медіана — 55 000). За межею бідності перебувало 7,6 % осіб, у тому числі 13,3 % дітей у віці до 18 років та 7,7 % осіб у віці 65 років та старших.
Цивільне працевлаштоване населення становило 103 особи. Основні галузі зайнятості: освіта, охорона здоров'я та соціальна допомога — 21,4 %, сільське господарство, лісництво, риболовля — 14,6 %, будівництво — 12,6 %, виробництво — 11,7 %.